# Полледжо
Полледжо (італ. Pollegio) — громада  в Швейцарії в кантоні Тічино, округ Левентіна.

## Географія
Громада розташована на відстані близько 135 км на південний схід від Берна, 20 км на північ від Беллінцони.
Полледжо має площу 6 км², з яких на 15,6% дозволяється будівництво (житлове та будівництво доріг), 9,9% використовуються в сільськогосподарських цілях, 63,7% зайнято лісами, 10,9% не є продуктивними (річки, льодовики або гори).

## Демографія
2019 року в громаді мешкало 799 осіб (-1% порівняно з 2010 роком), іноземців було 38,3%. Густота населення становила 133 осіб/км².
За віковим діапазоном населення розподілялося таким чином: 16,8% — особи молодші 20 років, 63,8% — особи у віці 20—64 років, 19,4% — особи у віці 65 років та старші. Було 347 помешкань (у середньому 2,3 особи в помешканні).
Із загальної кількості 262 працюючих 14 було зайнятих в первинному секторі, 11 — в обробній промисловості, 237 — в галузі послуг.